# 巴克利 (华盛顿州)
巴克利（英文：Buckley），是美国华盛顿州皮尔斯县下属的一座城市。根据 2000年美国人口普查，该市有人口4,145人。根据2010年美国人口普查，该市有人口4,354人。而2011年估计该市有4,402人。